# Liceu do Ceará
O Colégio Estadual Liceu do Ceará é uma escola pública do estado do Ceará, fundada em Fortaleza no ano de 1845.

## História
As atividades escolares tiveram início em 19 de outubro de 1845, com 98 matrículas, sob direção do Dr. Thomas Pompeu de Souza Brasil, o Senador Pompeu. O curso secundário tinha duração de 6 anos e as aulas eram ministradas nas próprias casas dos professores. Somente em 1894, no governo do Coronel Bezerril Fontenelle, foi inaugurada a primeira sede própria, na Praça dos Voluntários, no centro de Fortaleza. Desde 1937, situa-se no bairro do Jacarecanga.
O Liceu do Ceará é o colégio mais antigo do Ceará. No intuito de agregar cadeiras já existentes e facilitar a inspeção do ensino público no Ceará, em 15 de julho de 1844, o presidente da província, Marechal José Maria da Silva Bittencourt sancionou a lei n.º 304, criando oficialmente o Liceu:
"Art. 1º - Fica criado nesta capital um lycêo que se comporá das cadeiras seguintes: phylosophia racional e moral; rethorica e poética; arithmetica; geometria; trigonometria; geografia, e historia; latim, francez e inglez.".
No início foram ministradas aulas de filosofia racional e moral, retórica e poética, aritmética, geometria, trigonometria, geografia, história, latim, francês e inglês aos seus 98 alunos matriculados. Seu primeiro diretor foi Tomás Pompeu de Sousa Brasil.
No tempo em que o Liceu foi criado, Fortaleza era uma pequena cidade com pouco menos que 5.000 habitantes, resumindo-se a poucas ruas no centro da cidade. Nessa época, os colégios eram privilégio da elite. Não apenas porque os colégios eram poucos, mas também pelos custos que representavam a uma sociedade pobre em recursos. Além disso, na época era comum em colégios públicos a cobrança de taxas, como ocorria inclusive no Colégio Dom Pedro II, que reservava poucas vagas para pessoas que não tinham condições de pagar.

## O Liceu hoje
Em 2018, o Liceu do Ceará completou 173 anos de ensino e, conta atualmente, com uma grande infraestrutura de laboratórios (Informática, Química, Física, Redação, Inglês, Espanhol), sala de jogos (tênis de mesa, totó, xadrez, damas), sala de Boxe, ginásio poliesportivo e a sua tradicional banda marcial.

## Alunos ilustres
- Antonio Paes de Andrade
- Barão de Studart
- Belchior
- Bezerra de Menezes
- César Cals
- Clóvis Beviláqua
- Edson Queiroz
- Raimundo Fagner
- Eleazar de Carvalho
- Farias Brito
- Fausto Nilo
- Gustavo Barroso
- Lúcio Alcântara
- João Brígido
- Juracy Magalhães
- Juvenal Galeno
- Maria Luíza Fontenele
- Mário Barreto Corrêa Lima
- Parsifal Barroso
- Plácido Castelo
- Raimundo Cela
- Raimundo Girão
- Romildo Borges Mendes
- Rodolfo Teófilo
- Rui Facó
- Tito de Alencar Lima
- Lyon Marques

•  